# Denis Szczęsny
Denis Szczęsny, także Dennis Szczesny (ur. 22 listopada 1993 w Dinslaken) – polski piłkarz ręczny, lewy rozgrywający, od 2014 zawodnik TUSEM Essen.

## Kariera sportowa
Wychowanek TV Jahn Hiesfeld, następnie zawodnik HSC Eintracht Recklinghausen i DHC Rheinland. W barwach tego ostatniego zadebiutował w sezonie 2010/2011 w Bundeslidze. W latach 2012–2014 był graczem drugoligowego TV Bittenfeld, w którym rozegrał 68 meczów i zdobył 145 goli. W 2014 przeszedł do TUSEM Essen Przez większość sezonu 2015/2016 pauzował z powodu kontuzji chrząstki w kolanie. W sezonie 2017/2018 wystąpił w 38 meczach, w których rzucił 167 bramek, co dało mu 19. miejsce w klasyfikacji najlepszych strzelców 2. Bundesligi.
W 2011 wraz z reprezentacją Polski U-19 uczestniczył w otwartych mistrzostwach Europy U-19 w Szwecji (6. miejsce). W 2012 wziął udział w mistrzostwach Europy U-20 w Turcji, podczas których rozegrał dwa mecze i zdobył trzy gole. Powoływany był także do reprezentacji Polski B, w której barwach wystąpił w 2014 w turnieju towarzyskim na Litwie (trzy spotkania i dziewięć bramek) oraz w 2015 w dwumeczu z Węgrami B (dziewięć goli).
W grudniu 2018 został po raz pierwszy powołany przez trenera Piotra Przybeckiego na zgrupowanie reprezentacji Polski. W kadrze zadebiutował 28 grudnia 2018 w wygranym spotkaniu z Japonią (25:25, k. 4:3), w którym zdobył cztery bramki.

## Życie prywatne
Urodził się w Niemczech, posiada też obywatelstwo niemieckie. Jego ojciec pochodzi z Katowic.

## Statystyki
| DHC Rheinland           | 2010/2011 | Bundesliga    | 3   | 3   | 1   |
| DHC Rheinland           | 2011/2012 | 2. Bundesliga | 37  | 54  | 1,5 |
| DHC Rheinland           | Razem     | Razem         | 40  | 57  | 1,4 |
| TV Bittenfeld           | 2012/2013 | 2. Bundesliga | 35  | 35  | 1   |
| TV Bittenfeld           | 2013/2014 | 2. Bundesliga | 33  | 110 | 3,3 |
| TV Bittenfeld           | Razem     | Razem         | 68  | 145 | 2,1 |
| TUSEM Essen             | 2014/2015 | 2. Bundesliga | 19  | 42  | 2,2 |
| TUSEM Essen             | 2015/2016 | 2. Bundesliga | 3   | 0   | 0   |
| TUSEM Essen             | 2016/2017 | 2. Bundesliga | 29  | 76  | 2,6 |
| TUSEM Essen             | 2017/2018 | 2. Bundesliga | 38  | 167 | 4,4 |
| TUSEM Essen             | 2018/2019 | 2. Bundesliga | 19  | 62  | 3,3 |
| TUSEM Essen             | Razem     | Razem         | 108 | 347 | 3,2 |
| Stan na 29 grudnia 2018 |           |               |     |     |     |